# Štrmac
Pour les articles homonymes, voir Strmac.
Štrmac (en italien : Stermazio) est une localité de Croatie située en Istrie, dans la municipalité de Sveta Nedelja, dans le comitat d'Istrie. En 2001, la localité comptait 454 habitants.

## Démographie
| 1948 | 1953 | 1961 | 1971 | 1981 | 1991 | 2001 |
| ---- | ---- | ---- | ---- | ---- | ---- | ---- |
| 329  | 358  | 352  | 368  | 377  | 447  | 454  |